# 筆直航道
在托爾金的文學作品之中，筆直航道（英語：straight road）是一條能夠越過圓頂穹蒼，離開弧形世界，進入阿門洲的航道。在努曼諾爾帝國滅亡之後，阿爾達由平面變成一個球形，阿門洲被挪移到人類沒法到達的地方，唯有精靈被允許使用筆直航道，一去不回頭。
當船隻駛向筆直航道，人們從岸上觀察，會慢慢地看見船隻變得越來越小，直到船隻消失在水平線盡頭，而不是一下子飛上天際。
在《失落的故事》之中，暗示一名人類石匠 Smith發現了這條筆直航道，去到了阿門洲西方仙境。